# Gromada Ogorzeliny
Gromada Ogorzeliny war eine Verwaltungseinheit in der Volksrepublik Polen zwischen 1954 und 1972. Verwaltet wurde die Gromada vom Gromadzka Rada Narodowa dessen Sitz sich in Ogorzeliny befand und der aus 17 Mitgliedern bestand.

Die Gromada Ogorzeliny gehörte zum Powiat Chojnicki in der Woiwodschaft Bydgoszcz und bestand aus den ehemaligen Gromadas Ogorzeliny, Cołdanki und Nowydwór aus der aufgelösten Gmina Chojnice und Gromada Obkas aus der aufgelösten Gmina Kamień.

Am 31. Dezember 1961 wurde das Gebiet der aufgelösten Gromada Sławęcin (ohne das Dorf Obrowo) und die Dörfer Doręgowice, Jerzmionki, Zamarte, Kamionka, Niwy, Katarzyniec und Nowa Wieś der aufgelösten Gromada Doręgowice.

Zum 31. Dezember 1972 wurde die Gromada Ogorzeliny aufgelöst und die neu gebildete Gmina Ogorzeliny überführt.